# Operatie chaos
Operatie chaos (Engelse titel: Operation Chaos) is een sciencefiction-roman uit 1971 van de Amerikaanse schrijver Poul Anderson,  Het origineel werd uitgebracht door uitgeverij Doubleday & Company Inc. in New York.
De Nederlandse versie werd in 1972 uitgegeven door Uitgeverij Het Spectrum in de Prisma Pocketsreeks onder catalogusnummer 1547 tegen een kostprijs van 3,5 gulden.
In 1999 kreeg het een vervolg met Operation Luna, dat voor zover bekend geen Nederlandse vertaling kreeg.
Het verhaal speelt zich af in een parallel universum. Steve en Virgina/Ginny ontmoeten elkaar in de strijd van een Islamitisch Kalifaat dat de oostkust van het continent Noord-Amerika bezet heeft. Zij  maken deel uit van het bevrijdingsleger, dat bestaat uit tal van mythische wezens. Steve is weerwolf, Virgina is (chef-)heks; ze worden steevast begeleid door Svartalf de heksenkat. Reizen worden per bezemsteel afgelegd. Als de strijd gewonnen is, blijven Steve, Ginny en Svartalf met elkaar optrekken. Dit blijkt nuttig als de dochter van Steve en Ginny (Valerie Victrix) bij de geboorte verruild wordt en meegenomen naar de hel. Steve en Ginny moeten al hun kennis en kunde inzetten om hun dochter terug uit die hel te krijgen.